# Brasserie de Cazeau
Pour les articles homonymes, voir Tournay (homonymie).
Vous pouvez aider à l'améliorer ou bien discuter des problèmes sur sa page de discussion.
- Il ne cite pas suffisamment ses sources. Vous pouvez indiquer les passages à sourcer avec {{référence nécessaire}} ou {{Référence souhaitée}}, et inclure les références utiles en les liant aux notes de bas de page. (Marqué depuis mars 2021)
- Il contient une ou plusieurs listes. Le texte gagnerait à être rédigé sous la forme d’un ou plusieurs paragraphes synthétiques, afin d’être plus agréable à lire. (Marqué depuis mars 2021)

- Archive Wikiwix
- Bing
- Cairn
- DuckDuckGo
- E. Universalis
- Gallica
- Google
- G. Books
- G. News
- G. Scholar
- Persée
- Qwant
- (zh) Baidu
- (ru) Yandex
- (wd) trouver des œuvres sur Wikidata

La Brasserie de Cazeau est une entreprise familiale belge située à Templeuve dans la commune de Tournai en province de Hainaut. Elle produit plusieurs bières artisanales, parmi lesquelles la Tournay.

## Histoire
Le document le plus ancien est un acte de succession datant de 1753 et faisant mention d'un " bien masnoir amassé de maison manable, chambres, étable porte puich et autre édifices à usage de cabaret et brasserie vulgairement appelé le Verd Fachaud" . L'héritier et nouveau propriétaire se nomme Nicolas Descamps. En 1856, la brasserie est reprise par Jean-Baptiste Agache, un neveu français âgé de 31 ans né à Willems dans le département du Nord. La brasserie continue ses activités jusqu'en 1914 où elle démantelée par l'occupant. La production repart en 1926. Différents types de bières sont alors produits comme la Priming, la Triple Agache ou la bière de table Super Familia. Mais, en 1969, Jean Agache qui dirigeait la dernière brasserie en activité dans la région cesse la production de bières pour se consacrer exclusivement à la distribution. En 2004, après 35 années d'interruption, Laurent Agache, le fils de Jean et son cousin Quentin Mariage reprennent le brassage et perpétuent la tradition familiale au sein même de cette brasserie plus que bicentenaire.

## Bières
Les bières originales de la brasserie sont reprises comme Belgian Beer of Wallonia, protection accordée par l'Agence wallonne pour la promotion d'une agriculture de qualité (APAQ-W).
La Brasserie de Cazeau produit et commercialise cinq bières artisanales en bouteilles de 33 cl (sauf la Saison Cazeau) et de 75 cl.
- La Tournay, une bière blonde refermentée en bouteille et titrant 6,7 % d'alcool.
- La Tournay Noire, une bière noire refermentée en bouteille et titrant 7,6 % d'alcool.
- La Tournay de Noël une bière de couleur rubis brassée avec 5 malts différents et 3 houblons et titrant 8,2 % d'alcool.
- La Tournay Triple, une bière blonde triple refermentée en bouteille et titrant 9 % d'alcool.
- La Saison Cazeau, une bière blonde d'été agrémentée de fleurs de sureau et titrant 5 % d'alcool.

## Source et lien externe
- Le petit futé
- La brasserie de Cazeau est reprise dans : Bières du Monde, Éditions Prisma - 2011 -  (ISBN 978-2-8104-0178-9)